# Млађан Ђорђевић
Млађан Ђорђевић (Призрен, 1963) је српски политичар и привредник који је био саветник за Косово и Метохију 3. председника Србије Бориса Тадића као и заменик министра за Национални инвестициони план од 2007. до 2008. године.

## Биографија

### Детињство и младост
Ђорђевић је рођен 1963. године у Призрену, који је у то време био део Социјалистичке Федеративне Републике Југославије. Дипломирао је на Факултету политичких наука Универзитета у Београду.
Био је међу организаторима студентских демонстрација против Слободана Милошевића 1992. године, а имао је прилику и да се састане са Милошевићем.
Према речима Драгана Ђиласа, који је Ђорђевићу кум, он је његов добар пријатељ. Био је суоснивач Дајрект Медиа групе у априлу 2001. Ђорђевић је такође био један од сувласника фирме „МД Интернашнал“, коју је Ђилас основао у Чешкој 1995. године.

### Политички живот
Један је од оснивача хуманитарне организације „Наша Србија“ која је спровела програм помоћи деци погинулих, киднапованих и несталих током протеклих ратова на нашем подручју (тј. деци погинулих припадника српске војске и полиције и цивилних жртава рата). Организација је сарађивала са Руском православном црквом, Руским институтом за стратешка истраживања и Фондом за социјалне и културне иницијативе, чији је оснивач Светлана Медведева, бивша прва дама Русије. Банка Интеса, Делта банка и Гранд Казино били су међу донаторима организације.
Био је заменик директора Народне канцеларије председника Републике од 2004. до 2007. године, када је директор био Драган Ђилас, а од 2007. до 2008. године, када је Ђилас био министар за инвестициони план, Ђорђевић је био његов заменик. Такође је био саветник за Косово и Метохију трећег председника Србије Бориса Тадића.
У мају 2010. године, тадашњи црногорски премијер и лидер Демократске партије социјалиста (ДПС) Мило Ђукановић га је описао као човека који има задатак да помогне опозицији у Црној Гори.
Био је секретар Савета за Србе у региону и дијаспори у којем су учествовали председник, премијер, надлежни министри и владика Григорије (Дурић).
Од 2018. године активан је у оквиру Савеза за Србију, опозиционог политичког савеза основаног с циљем свргавања Александра Вучића и Српске напредне странке. Савез се на крају распао у септембру 2020. године, а Ђорђевић је основао нови политички покрет под називом „Ослобођење“. Обилазио је Србију и разговарао са бившим и активним члановима владајуће и опозиционе странке, желећи да окупи све оне који су незадовољни ситуацијом на обе стране политичког спектра.